# Proapteryx
Proapteryx is een geslacht van uitgestorven kiwi's die bekend is uit de 16 tot 19 miljoen jaar oude sedimenten uit het Vroeg-Mioceen van de Saint Bathans Fauna in Otago, Nieuw-Zeeland.

## Fossiele vondsten
Fossielen van Proapteryx zijn gevonden in de Bannockburn-formatie bij Saint Bathans op het Zuidereiland en dateren uit het Mioceen. De vondsten hebben een ouderdom van circa 19 tot 16 miljoen jaar.

## Kenmerken
Proapteryx was een kleine kiwi met een geschat gewicht van 234 tot 377 gram, ongeveer zo groot als een waterhoen. De soort had mogelijk een kortere snavel dan de hedendaagse kiwi's. Proapteryx had slanke, ralachtige achterpoten. Mogelijk was Proapteryx nog in staat om te vliegen, dan wel had het zich vrij recent ontwikkeld uit een vliegende voorouder.

## Verwantschap
Voorheen werd gedacht dat de kiwi's en moa's nauw verwante loopvogels waren. De vondst van Proapteryx in combinatie met andere studies wijzen er echter op dat de kiwi's nauwer verwant zijn aan de Australische casuarisachtigen en verrassend genoeg de olifantsvogels van Madagaskar. Vermoedelijk heeft een vliegende kiwi-achtige Nieuw-Zeeland in het Mioceen vanuit Australië bereikt.

## Belang
Het feit dat Proapteryx geen specifieke specialisatie had voor een terrestrische, niet-vliegende levensstijl ondersteunt de hypothese dat de voorouders van de kiwi uit het Mioceen vanuit Australië naar Nieuw-Zeeland vlogen, lang nadat de moa's hun moderne vormen hadden ontwikkeld - er zijn ook moa-resten bekend van Saint Bathans, die toen al groot en niet-vliegend waren. Dit ondersteunt genetische en morfologische analyses die erop wijzen dat de twee claden onafhankelijk van elkaar in Nieuw-Zeeland aankwamen en niet erg nauw verwant zijn, waarbij moa's een clade vormen met de tinamoes, en kiwi's met de Australische loopvogels, de casuaris en de emoe.
Uit moleculaire studies is ook gebleken dat kiwi's de zustertaxa zijn van de olifantsvogels van Madagaskar. Proapteryx bevestigt het bestaan van vliegende Australische paleognathiden zo recent als het Vroeg-Mioceen, wat erop wijst dat de Malagassische loopvogels omstreeks die tijd over de Indische Oceaan gevlogen kunnen zijn.